# Кудзієв Герман Валентинович
Герман Валентинович Кудзієв (рос. Герман Валентинович Кудзиев; нар. 5 серпня 1939, Свердловськ, РРФСР) — радянський український футболіст та тренер російського походження, виступав на позиції нападника.

## Кар'єра гравця
Футбольну кар'єру розпочав 1958 року в дніпропетровському «Металург», який згодом змінив назву на «Дніпро». У 1962 році залишив команду та завершив професіональну кар'єру. У другій половині 60-их років XX століття виступав на аматорському рівні за «Єнісей» (Красноярськ) та «Завод імені Карла Лібкнехта» (Дніпропетровськ). Кар'єру футболіста завершив 1968 року.

## Кар'єра тренера
По завершенні кар'єри гравця розпочав тренерську діяльність. До 1986 року тренував дітей у дніпропетровських школах ДДЮСШ ІВС та ДЮСШ-12. У 1987 році працював головним тренером павлоградського «Шахтаря». У 1988 році призначений головним тренером «Кривбасу», на займаній посаді пропрацював до червня вище вказаного року. Потім продовжував працювати в спортивній школі Дніпра. З 1988 по 1991 рік допомагав тренувати ЖФК «Дніпро» (Дніпро). А з 1996 по 1997 років очолював «Локомотив-Ветеран» (Дніпро).

## Особисте життя
Син Ігор та онук Андрій також займалися футболом.